# Kane Roberts
Kane Roberts, pseudonimo di Robert William Athis (Boston, 16 gennaio 1962), è un chitarrista heavy metal statunitense.
Particolarmente noto per aver fatto parte della band di Alice Cooper nei tardi anni ottanta, ma ha anche intrapreso la carriera solista.

## Biografia
Nativo di Boston, Kane Roberts iniziò a dedicarsi alla musica fin da giovane. Influenzato da grandi artisti come Jimi Hendrix e Led Zeppelin, Roberts fondò la sua prima band alle scuole superiori. Dopo un breve periodo alla Boston University, venne accettato al conservatorio musicale della Nuova Inghilterra, dove studiò musica classica e jazz per due anni e mezzo. Spostatosi a New York, Roberts tornò ad interessarsi alla musica rock e fondò la band Criminal Justice. Nel 1986, Roberts venne arruolato da Alice Cooper, per cui aveva suonato come gruppo d'apertura con i Criminal Justice l'anno precedente. Assieme incisero l'album Constrictor nel 1986. Dopo essersi fatto il nome con l'album di Alice Cooper, Kane intraprenderà in contemporanea anche la carriera solista pubblicando l'omonimo Kane Roberts nel 1987 per la MCA Records. Parteciparono al progetto il secondo chitarrista John McCurry, Steve Steele al basso e Victor Ruzzo alla batteria. Mentre nello stesso anno partecipa all'album di Alice Cooper Raise Your Fist and Yell e suonerà anche in qualche brano dell'album Trash nel 1989. Nel 1991 Kane lascia Alice Cooper per dedicarsi pienamente al progetto solista e pubblica nello stesso anno il secondo album Saints and Sinners, dalle sonorità più melodiche e che include la reinterpretazione Does Anybody Really Fall In Love Anymore, originariamente scritta da Jon Bon Jovi e Richie Sambora per Cher, che raggiunse la TOP 40. Altri contributi esterni provenivano da Jack Ponti e Vic Pepe per il brano Dance Little Sister, e Desmond Child che coprì anche il ruolo di produttore sotto lo pseudonimo di Sir Arthur Payson. Al disco partecipò il batterista di Pat Benatar e Lita Ford, Myron Grombacher. Anche il secondo chitarrista John McCurry fece un'apparizione nell'album. Nel 1992 partecipò alla composizione di un brano dei Kiss, Take It Off assieme Paul Stanley e Bob Ezrin contenuto nell'album Revenge. Durante gli anni novanta, Roberts fondò la band Phoenix Down con l'ex chitarrista dei Lizzy Borden Gene Allen, realizzando nel 1999 l'album Under A Wild Sky. Nello stesso periodo, Roberts cominciò ad interessarsi a progetti informatici, dedicandosi alla programmazione di video games, grafica, e siti internet. Nel 2001 l'ex cantante degli Steelheart Michael Matijevic, sotto lo pseudonimo di Mikey Steel, registrò la reinterpretazione di Reckless, brano di Roberts tratto da Under a Wild Sky, che il cantante includerà nella colonna sonora del film Rockstar.

## Discografia

### Solista
- Kane Roberts (1987)
- Saints and Sinners (1991)
- Touched (2006)
- The New Normal (2019)

### Con Alice Cooper
- Constrictor (1986)
- Raise Your Fist and Yell (1987)
- Trash (1989)

#### Raccolte
- The Life and Crimes of Alice Cooper (4 CD Box) (1999)

### Con i Phoenix Down
- Under A Wild Sky (1999)

### Altri album
- Rod Stewart - Rod Stewart/Every Beat Of My Heart (1986)
- Berlin - Count Three And Pray (1986)
- Colonna sonora - Shocker (1989)
- Tuff - What Comes Around Goes Around (1991)
- Southgang - Tainted Angel (1991)
- Desmond Child - Discipline (1991)
- Steve Vai - Sex & Religion (1993)
- Dan Lucas - 2000! (1994)
- George Lynch - Will Play for Food (2001)
- Sebastian Bach - Bach 2: Basics (2001)

### Tribute album
- Randy Rhoads Tribute (2000)